# Marijonas Misiukonis
Marijonas Misiukonis (* 1. Februar 1939 in Vičiūnai bei Anykščiai) ist ein sowjetischer und litauischer Politiker und ein ehemaliger KGB-Generalmajor.

## Leben
Nach dem Abitur 1958 an der Mittelschule Raguva in der Rajongemeinde Panevėžys absolvierte er 1962 das Diplomstudium der Rechtswissenschaften an der Universität Vilnius in der litauischen Hauptstadt Vilnius. Ab 1962 bis 1970 diente er bei KGB der Litauischen SSR in der Rajongemeinde Anykščiai und in Vilnius.
Von 1984 bis 1987 war er stellvertretender Innenminister, von 1987 bis 1989 erster stellvertretender Innenminister und von 1989 bis 1990 Innenminister von Sowjetlitauen, von 1990 bis 1991 litauischer Innenminister im Kabinett Prunskienė, geleitet von Kazimira Prunskienė.